# Krvavi sabor križevački
Krvavi sabor križevački je pokolj koji se dogodio 27. veljače 1397. u Križevcima, u kojemu je tadašnji hrvatsko-ugarski kralj Žigmund, na prijevaru pobio hrvatskog bana Stjepana Lackovića i prisutno oporbeno plemstvo. Mjesto pokolja je današnja Križevačka konkatedrala.

## Uvod
Križevačka je županija u srednjem vijeku bila prostorno najveća županija i imala je izniman socijalno politički značaj, a osobito sam grad Križevci u kojem su se održavali sabori, od kojih je najpoznatiji Krvavi sabor križevački.
Velika hrvatsko-ugarska i turska vojska sukobile su se potkraj rujna 1396., u krvavoj bitci kod Nikopolja. Glavninu kršćanskih snaga vodio je hrvatsko-ugarski kralj Žigmund Luksemburški, jedno krilo vojske Herman Celjski, a drugo hrvatski ban Stjepan II. Lacković. Vojna sreća nasmješila se Turcima, a kralja je od sigurne pogibije u zadnji tren spasio Herman Celjski. Kršćanska se vojska kroz Slavoniju i Bosnu povukla pred Osmanlijama. Hrvatski je narod već od prije bio nezadovoljan zbog Žigmundove nepravičnosti i okrutnosti. Saznavši za poraz kraljevske vojske kod Nikopolja, u trenutku kada se i nije znalo je li kralj živ, narod traži da krunu preuzme napuljski kralj Ladislav. Stvara se tako hrvatska liga koju predvodi ban Lacković. Ali Žigmund je umaknuo Turcima i preko Dubrovnika, Splita i Topuskoga vraća se u Ugarsku. 

## Krvavi sabor
Želeći pomirbu s hrvatskim velikašima, Žigmund saziva sabor u Križevcima i svima nazočnima jamči slobodan pristup. 
Pozvan je i ban Stjepan II. Lacković. Sabor se, po svemu sudeći, održao u Crkvi svetoga Križa. Hrvatska je vojska ostala izvan grada, a ban Lacković, njegov sinovac Andrija i hrvatski plemići ostavili su oružje ispred mjesta održavanja skupa na kojemu uživaju kraljevu zaštitu. U burnoj raspravi koja je uslijedila, Mađari su optužili Lackovića poradi izdaje u bitci kod Nikopolja. Padaju teške riječi, počinje tučnjava, i kraljevi vazali potežu mačeve kojima su na očigled kralja, sasjekli bana Lackovića i sinovca Andriju te hrvatsko plemstvo.
Dogodilo se to 27. veljače 1397. Na vijest o pogibiji bana i plemića, hrvatska je vojska pohitala u Križevce i započela je bitka sa Žigmundovim pristašama. U neravnopravnoj borbi palo je tridesetak Hrvata, prije no što su se povukli Lackovićevi pristaše.
Gnjevan hrvatski puk, pod vodstvom Stjepana Prodavića, još se jednom u Podravini pokušao osvetiti kralju, no Hrvati su potisnuti, a Žigmund koristi priliku i sa svojim podanicima 2. ožujka prelazi Dravu i povlači se u Ugarsku. Dva dana kasnije izdao je u Žaknju glasovitu povelju kojom grad Čakovec, Međimurje i druge posjede Stjepana Lackovića daruje svojim vjernim podanicima, među prvima Hermanu Celjskom.
Vijest o zbivanjima na saboru u Križevcima odjeknula je hrvatskim zemljama. Nečistu savjest pokušao je Žigmund oprati dajući nove kraljevske povlastice Križevcima i nekim drugim hrvatskim gradovima. No, Krvavi sabor križevački ostao je zabilježen u sjećanjima, pričama i umjetničkim djelima, a i danas se taj događaj naziva krvavi križevački sabor koji je ovjekovječio i Oton Iveković slikom u križevačkoj crkvi Svetog križa.

## Poveznice
- Križevci.eu: Krvavi sabor križevački  Arhivirana inačica izvorne stranice od 15. rujna 2013. (Wayback Machine)
- Križevci.net: Krvavi sabor
- Oton Iveković:Krvavi sabor križevački